# Беназир Ахмед
Беназир Ахмед — генеральный директор Батальона быстрого реагирования (RAB) и Национальной полиции Бангладеш с 2014 года.
Обучался на медицинском факультете Университета Дакки по особой программе британских специалистов, магистр, бакалавр, затем кандидат медицинских наук.
После окончания Полицейской академии в Дакке стал офицером МВД Бангладеш в районном отделе города Кишорегандж. Через несколько лет временно оставил службу в полиции и получил дополнительную институциональную принадлежность в качестве адъюнкт-профессора социологии. Вскоре получил должность Главного Инструктора Полицейской Академии Дакки и коменданта учебного военизированного центра в Тангайле. В штаб-квартире полиции Бангладеш на протяжении непродолжительного временного отрезка занимал посты суперинтенданта финансов и суперинтенданта по административным операциям. В 2013 году стал комиссаром полиции Дакки.
За рубежом входил в состав невооруженных международных военных наблюдателей ООН в Косово и некоторое время следил вместе с миротворцами МНООНБГ за порядком в Боснии и Герцеговине.
Проходил многочисленные стажировки в других странах, в том числе:
- в Азиатско-Тихоокеанском центре исследований в области безопасности (Гавайские острова, США) по специальности «комплексные меры по борьбе с терроризмом».
- в Университете австралийской Федеральной полиции (Канберра, Австралия) по специальности «аналитические действия по предупреждению преступности».
- в Терезианской военной академии (Вена, Австрия)

С 2014 года является начальником Полиции Бангладеш и командиром RAB.